# Christopher Blom Paus
Christopher Blom Paus, född 8 oktober 1810 på Rising i Gjerpen, död 28 oktober 1898 i Kristiania, var en norsk köpman, skeppsredare och bankdirektör från Skien, som var farbror till Henrik Ibsen. Han började sin karriär inom brodern Knud Ibsens affärsverksamhet och blev senare en av Skiens ledande skeppsredare; han hade flera offentliga uppdrag och var verkställande direktör i Skiens Sparbank. Som ung bodde han i Stockmanngården tillsammans med brodern Knud Ibsen och kusinen Marichen Altenburg, som var gifta med varandra; systersonen Henrik föddes där 1828. Han ägde huset på Snipetorp där Ibsens familj bodde från 1843. Hans tre söner blev fabriksägare i Kristiania och efter branden i Skien 1886 flyttade han själv till huvudstaden. Bland hans efterkommande finns vissångaren Ole Paus. Christopher Blom Paus hade också ett barnbarn, Herman Paus, som var gift med ett barnbarn till Leo Tolstoj. Flera av hans efterkommande blev godsägare i Sverige och ägde Herresta herrgård, Näsbyholms säteri, Närsjö gård, Kvesarums slott och Ejratal.